# George Foreman - Cuore da leone
George Foreman - Cuore da leone (Big George Foreman) è un film del 2023 diretto da George Tillman Jr.
Il film si basa sulla vita del pugile George Foreman.

## Trama
Dopo un'infanzia segnata da miseria e povertà, George Foreman diviene un grande campione di pugilato. Ma una brutta esperienza sul ring lo costringe ad appendere i guanti al chiodo, a soli 28 anni. Decide allora di diventare un pastore e predicatore battista. Ma un decennio dopo, con la bancarotta che incombe sulla sua palestra, riallaccia i rapporti con il suo ex allenatore e decide di ritornare sul ring. Soprannominato "Big George", diventerà il pugile più anziano a vincere il campionato mondiale dei pesi massimi.

## Produzione
Dopo un primo fermo, le riprese si sono svolte da febbraio a marzo 2022 a New Orleans.

## Distribuzione
Il film è stato presentato in anteprima internazionale nel marzo del 2023. Successivamente è uscito nelle sale statunitensi il 28 aprile 2023 e distribuito in Canada e nel Regno Unito lo stesso giorno mentre in Italia è stato reso disponibile on demand il 9 luglio 2023 in streaming su Apple Tv. 

## Accoglienza

### Critica
Il lungometraggio su Metacritic ha ricevuto un punteggio di 45 su 100.